# اچ‌ام‌اس کامبرین (۱۹۱۶)
اچ‌ام‌اس کامبرین (۱۹۱۶) (به انگلیسی: HMS Cambrian (1916)) یک کشتی بود که طول آن ۴۴۶ فوت (۱۳۶ متر) بود. این کشتی در سال ۱۹۱۶ ساخته شد.